# Illa Eglinton
L'illa Eglinton (en anglès Eglinton Island) és una illa deshabitada de l'Arxipèlag Àrtic Canadenc, situada a la regió d'Inuvik, als Territoris del Nord-oest, Canadà.

## Geografia

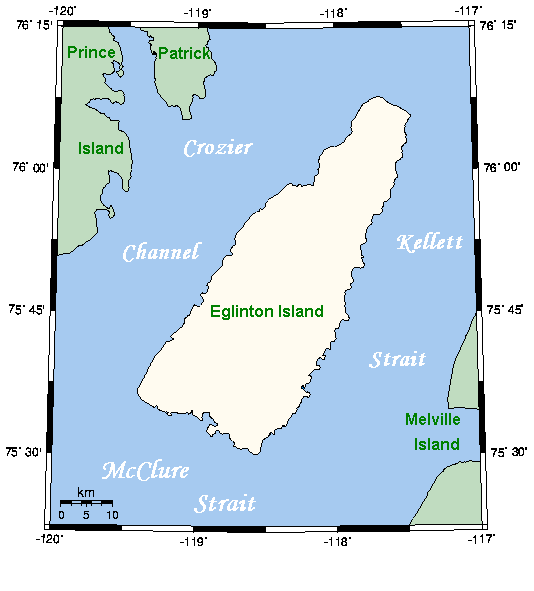
Primer pla de l'illa Eglinton

L'Illa Eglinton és una de les illes del grup d'Illes de la Reina Elisabet. Es troba a la part septentrional de l'Estret de McClure, entre l'illa Melville, a l'est, de qui la separa les aigües de l'estret de Kellett, de 22 km d'amplada - i de l'illa del Príncep Patrick, a l'oest, separada per les aigües del canal Crozier, de 23 km d'amplada. A l'altre costat de l'estret de McClure, al sud-oest, es troba la costa nord-oriental d'illa de Banks, a uns 130 km de distància.
Amb una superfície de 1.541 km², és la 13a illa per grandària de l'arxipèlag d'illes de la Reina Isabel i la 38a del Canadà. L'illa té una forma bastant rectangular, estrenyent-se a l'extrem nord. En direcció SW-NE, fa uns 73 km de llargada, i la seva amplada màxima és d'uns 28 km i la mínima de 9 km.
A partir de les zones baixes costaneres, l'interior puja gradualment a una zona de turons no gaire altes, d'uns 200 m d'altitud. El sector septentrional de l'illa és més baix, amb una altura mitjana de 10–20 m sobre el nivell del mar.

## Història
L'Illa Eglinton va ser descoberta el 1853 pels exploradors Francis Leopold McClintock i George Mecham, en un viatge en trineu d'anada i tornada de més de 2.100 km en què també van descobrir l'illa del Príncep Patrick. Formaven part de l'expedició a l'àrtic de Sir Edward Belcher (1852-1854), quan el seu vaixell va quedar atrapat pel gel a la riba d'illa Melville.
L'illa roman deshabitada, sense que hi hagi hagut cap tipus d'activitat humana coneguda.